# Sidney Harmon
Sidney Harmon (* 30. April 1907 in Poughkeepsie, Dutchess County, New York; † 29. Februar 1988 in Rancho Mirage, Kalifornien) war ein US-amerikanischer Drehbuchautor und Filmproduzent, der einmal für den Oscar für die beste Originalgeschichte nominiert war.

## Leben
Harmon wurde gleich für seine erste Vorlage für den Oscar für die beste Originalgeschichte nominiert, und zwar bei der Oscarverleihung 1943 für die von George Stevens inszenierte Filmkomödie Zeuge der Anklage (The Talk of the Town, 1942) mit Cary Grant, Jean Arthur und Ronald Colman in den Hauptrollen.
Er verfasste in den folgenden Jahren bis 1961 die Drehbücher und Vorlagen für sechs Filme und war darüber hinaus zwischen 1953 und 1965 als Produzent mit seiner Filmproduktionsgesellschaft Security Pictures an der Herstellung von neun Filmen beteiligt wie zum Beispiel des 1955 unter der Regie von Joseph H. Lewis entstandenen Gangsterfilms Geheimring 99 (The Big Combo) mit Cornel Wilde, Richard Conte und Brian Donlevy.
1959 gehörte Harmon zusammen mit John Houseman und Robert Ryan zu den Mitgründern der Theatergruppe an der University of California, Los Angeles (UCLA).

## Filmografie (Auswahl)
D = Drehbuchautor; P = Produzent; S = Story
- 1942: Zeuge der Anklage (The Talk of the Town, D)
- 1951: Trommeln im tiefen Süden (Drums in the Deep South, D)
- 1952: Meuterei auf dem Piratenschiff (Mutiny, D)
- 1952: Mara Maru (Mara Maru, S)
- 1955: Geheimring 99 (The Big Combo, P)
- 1956: Wilde Nacht (The Wild Party, P)
- 1957: Tag ohne Ende (Men in War, P)
- 1958: Gottes kleiner Acker (God’s Little Acre, P)
- 1959: Tag der Gesetzlosen (Day of the Outlaw, P)
- 1961: Hand in Hand (D)
- 1964: Sieben Tage ohne Gnade (The Thin Red Line, P)
- 1965: Die letzte Schlacht (Alternativtitel: Panzerschlacht in den Ardennen, Originaltitel: Battle of the Bulge, P)